# César et Rosalie
César et Rosalie (bra: César e Rosalie; prt: César e Rosália) é um filme francês de 1972, dirigido por Claude Sautet.

## Elenco
- Yves Montand ...... César
- Romy Schneider ...... Rosalie
- Sami Frey ...... David
- Umberto Orsini ...... Antoine
- Eva Maria Meinecke ...... Lucie
- Bernard Le Coq ...... Michel
- Gisela Hahn ...... Carla
- Isabelle Huppert ...... Marité
- Henri-Jacques Huet ...... Marcel
- Pippo Merisi ...... Albert
- Carlo Nell ...... Jérôme
- Hervé Sand ...... Georges
- Michel Piccoli ...... narrador
- Betty Beckers ...... Madeleine
- Jacques Dhéry ...... Henri
- Carole Lixon ...... Louise
- Dimitri Petricenko ...... Simon
- Céline Galland ...... Catherine
- Marcel Gassouk ...... Emile
- Martin Lartigue ...... Lorca
- Muriel Deloumeaux ...... Coline
- Lucienne Legrand
- Henri Coutet
- David Tonelli
- André Cassan
- Ermano Casanova
- Colin Drake
- Robert Le Béal
- Jean-Paul Blonday
- Lucien Desagneaux
- Jean-Claude Sussfeld
- Nicolas Vogel